# 逆転のトライアングル
『逆転のトライアングル』（ぎゃくてんのトライアングル、Triangle of Sadness）は、2022年のスウェーデン・フランス・イギリス・ドイツ合作の風刺コメディ映画。監督はリューベン・オストルンド。出演はハリス・ディキンソン、チャールビ・ディーン、ドリー・デ・レオン、ウディ・ハレルソンら。
本作は、オストルンド初の英語作品であり、第75回カンヌ国際映画祭のコンペティション部門に出品され、最高賞のパルム・ドールを受賞した。なお、監督の前作にあたる2017年の『ザ・スクエア 思いやりの聖域』でも同賞を受賞しており、2作連続での受賞を果たした。なお、チャールビ・ディーンはこれが遺作となった。

## ストーリー
人気モデルでインフルエンサーのヤヤは、男性モデルのカールと交際しているが、平等の関係を求めるカールはレストランで奢られるのを当然とするヤヤと口論になった。ヤヤは美男子のカールと付き合うのはインスタのフォロワー数を増やすためで、いずれセレブと結婚するまでの共同ビジネスだと悪びれもせず話す。
SNSでの宣伝を条件に豪華客船のクルージングに招待され、カールと共に乗船するヤヤ。大富豪の乗客たちの理不尽な要求にも、スタッフたちはチップ目当てに笑顔で対応する。大時化（おおしけ）の混乱の中、船が沈むというイタズラの館内放送で客たちはパニックに陥り、翌日には武装した海賊の襲撃を受けて船は爆発、沈没した。
数時間後に孤島に流れ着いたのは、ヤヤとカール、大富豪の老人が2人、スタッフ・リーダーのポーラ、足の不自由な乗客テレーズ、機関士のネルソン、そしてトイレ清掃係のアビゲイルの8人だけだった。火を起こし、海でタコや魚を捕まえて調理もこなす中年女性のアビゲイルは、唯一サバイバル能力を持つ自分をキャプテンにしろと主張し、誰も逆らうことは出来なかった。
アビゲイルはカプセル型の救命ボートと食料を独占し、美男子のカールに毎晩、一緒に寝ることを命じる。ヤヤは嫌悪感を覚えながらも、カールが貰って来る食料欲しさに目をつぶる。毎朝ボートから出る度に男たちにからかわれるカールは、いっそ恋人と宣言して堂々と付き合いたいとアビゲイルに相談した。
ある日、山歩きして食料を探すと申し出たヤヤにアビゲイルが同行する。ふたりは山を越え、浜の岩壁に設置されているエレベーターを発見して、自分たちが流れ着いたのが高級リゾートにほど近い砂浜だったことに気づく。テレーズも浜辺の近くで売り子の男に出会い、状況を察するが、言語にも不自由がある為に彼にうまく話を伝えることが出来ない。
アビゲイルは自分に力のある現状が失われることを恐れ、ヤヤの背後から岩を振り上げて忍び寄る。そんなアビゲイルに背を向けたヤヤは、助かったらアシスタントとして雇うと提案をする。その頃、カールはヤヤたちを追ってか、必死に森の中を走っていた。

## キャスト
- カール - ハリス・ディキンソン
- ヤヤ - チャールビ・ディーン
- アビゲイル - ドリー・デ・レオン（英語版）
- トーマス・スミス船長 - ウディ・ハレルソン
- ディミトリー - ズラッコ・ブリッチ（英語版）
- イーリス・ベルベン（英語版）
- ヴィラ - サニーイー・ベルズ（英語版）
- ヨルマ・ビョルクマン - ヘンリック・ドーシン
- リュドミラ - キャロライナ・ギリング（英語版）
- ポーラ - ヴィッキ・ベルリン（英語版）
- ハンナ・オルデンブルグ
- ウィンストン - オリヴァー・フォード・デイヴィーズ（英語版）
- クレモンティーヌ - アマンダ・ウォーカー（英語版）
- ダリウス - アーヴィン・カナニアン

## 製作

### 企画
プロジェクトは、オストルンドが『ザ・スクエア 思いやりの聖域』でパルム・ドールを受賞した一ヶ月後の2017年6月に発表された。オストルンドは映画が『Triangle of Sadness』というタイトルになる予定で、内容については、ファッションと富裕層の世界を背景に、「資本としての容姿」と「通貨としての美」を裏テーマに据えた「荒々しい」風刺劇になると語った。オストルンドによるとタイトルは、ボトックスで容易に直すことが可能な眉間のしわを指す形成外科学界の業界用語が元になっているとしている。
キャスティングは2019年に、ベルリン、パリ、ロンドン、ニューヨーク、ロサンゼルス、ヨーテボリで監督自らが足を運んだ上で行われた。

### 撮影
主要な撮影は、2020年2月19日からスウェーデンとギリシャで約70日間をかけて行われる予定だったが、3月26日、新型コロナウイルス感染症の流行を受け、約37%の撮影が完了した段階で、制作の一時停止を余儀なくされた。6月27日、3ヶ月の中断を経てスウェーデンで撮影が再開され、ハレルソンの登場シーンは全て撮り終えることが出来たが、7月3日に再び制作が中断された。9月18日、ギリシャのチリアドウ・ビーチで最後の撮影が始まり、38日間をかけ11月13日に撮影は終了した。オストルンドは、73日間の撮影中に計1061回ものコロナウイルス感染判定のテストが現場で行われたが、全てが陰性だったと語った。
撮影はギリシャの他のビーチや、製作会社のフィルム・アイ・ヴァストがトロルヘッタンに所有している撮影所でも行われ、地中海では、アリストテレス・オナシスとジャクリーン・ケネディ・オナシスが所有していたことで知られるプライベートヨットのクリスティーナ・オーでも撮影が行われた。

## 公開
2019年5月、SFスタジオズが北欧での配給権を獲得した。本作は、2022年5月21日にカンヌ国際映画祭で上映され、8分間に渡るスタンディング・オベーションを受けた。その後、北米の配給権を2019年の『パラサイト 半地下の家族』と2021年の『TITANE/チタン』で2回連続でパルム・ドール受賞作品を配給した経験を持つNEONが配給することが決定した。パルム・ドール受賞後の会見においてオストルンドは、「映画で他に描きたかった3つの場面がある」とした上で「編集中にそぎ落とした重要な場面があった」と語り、149分の映画祭上映版から「より長く、より豪華になる」というコンセプトで劇場公開用に再編集を施す意向を発表した。

## 評価
本作は批評家から好意的に評価されている。Rotten Tomatoesでは31個の批評家レビューのうち72%が支持評価を下し、平均評価は10点中7.8点となった。サイトの批評家の見解は「『Triangle of Sadness』には、オストルンドの前作にあった鋭い切れ味が不足しているが、鼻持ちならない富裕層をブラックユーモアたっぷりに描いたこの作品は、それなりに見る価値がある。」となっている。MetacriticのMetascoreは15個の批評家レビューに基づき、加重平均値は100点中66点となった。サイトは本作の評価を「概ね好意的」と示している。
『ザ・テレグラフ』のロビー・コリンは、映画に満点となる5つ星を与え、「虚栄心は有害で、財産は腐敗し、誰もがインスタグラマーが報いを受けるところを見るのが好きだろう。しかし、この壮大なシャーデンフロイデは2時間半の上映時間の中で徐々に真の同情に変わり出し、この酷い登場人物たちを気の毒に思うようになり、彼らが次々と受ける屈辱が自分ごとのように胸に刺さるようになってしまう。」と評した。『ロサンゼルス・タイムズ』のジャスティン・チャンは、「約2時間半にわたる『Triangle of Sadness』の中で、（オストルンドは）道徳的嫌悪感を新たなレベルへ引き上げている一方で、主題の繊細さを新たなレベルまで引き下げている。これはいいトレードオフだ。」と評した。
『バラエティ』のピーター・デブリュージュは、「オストルンドの作品の特徴は、観客を笑わせながらも、思考を促させるところだ。シーンの構成とその実行方法には細心の注意が払われており、気まずい沈黙やコミュニケーションにもがく登場人物たちの間を、ハエが邪魔に飛び回わるかのように不安感を増幅させている。」とオストルンドの演出力を評価した。
一方、『ガーディアン』のピーター・ブラッドショーは、「このオストルンドの新作は、『フレンチアルプスで起きたこと』のような繊細さや洞察力も、『ザ・スクエア 思いやりの聖域』の力強さも欠けている。ただ派手で、本物の笑いに欠ける、強引なヨーロッパ的風刺劇に落ち込んでいる」と過去作には及んでいないと指摘した。

### 受賞とノミネート
| 賞               | 年     | 部門                   | 結果       | 出典  |
| ---------------- | ------ | ---------------------- | ---------- | ----- |
| カンヌ国際映画祭 | 2022年 | パルム・ドール         | 受賞       | [ 3 ] |
| アカデミー賞     | 2023年 | 作品賞、監督賞、脚本賞 | ノミネート |       |